# Liga Eslovaca de Basquetebol de 2021–22
A Temporada da SBL de 2021–22 foi a 30ª edição da competição de elite do basquetebol dos Eslováquia tendo o Spišskí Rytieri como defensor do título eslovaco.

## Clubes participantes
Clubes participantes conforme basketliga.sk
| Clube              | Cidade           | Arena            |
| ------------------ | ---------------- | ---------------- |
| BC Prievidza       | Prievidza        | Niké Aréna       |
| BKM Lučenec        | Lučenec          | Arena ŠH         |
| Inter Bratislava   | Bratislava       | Hant Aréna       |
| Iskra Svit         | Svit             | Iskra Aréna      |
| MBK Baník Handlová | Handlová         | Športová Hala    |
| Spišskí Rytieri    | Spišská Nová Ves | Pavilhão Mestská |
| Patrioti Levicki   | Levice           | Pavilhão Levice  |
| BC Komárno         | Komárno          | Mestská športová |

## Temporada Regular

### Tabela de Classificação
| Pos. | Clube              | J  | V  | D  | Casa | Fora | Pts +/Pts -      | Pts. | %    | Classificação     |
| ---- | ------------------ | -- | -- | -- | ---- | ---- | ---------------- | ---- | ---- | ----------------- |
| 1    | Patrioti Levicki   | 28 | 25 | 3  | 13-1 | 12-2 | 2438:2043 (+395) | 53   | 89 % | Semifinalista     |
| 2    | BC Komárno         | 28 | 17 | 11 | 11-3 | 6-8  | 2375:2298 (+77)  | 45   | 61 % | Quartas de finais |
| 3    | BKM Lučenec        | 28 | 17 | 11 | 8-6  | 9-5  | 2407:2227 (+180) | 45   | 61 % | Quartas de finais |
| 4    | Inter Bratislava   | 28 | 14 | 14 | 10-4 | 4-10 | 2228:2171 (+57)  | 42   | 50 % | Quartas de finais |
| 5    | Spišskí Rytieri    | 28 | 14 | 14 | 8-6  | 6-8  | 2264:2211 (+53)  | 42   | 50 % | Quartas de finais |
| 6    | Iskra Svit         | 28 | 10 | 18 | 6-8  | 4-10 | 2311:2486 (-175) | 38   | 36 % | Quartas de finais |
| 7    | MBK Baník Handlová | 28 | 9  | 19 | 6-8  | 3-11 | 2175:2414 (-239) | 37   | 32 % | Quartas de finais |
| 8    | BC Prievidza       | 28 | 6  | 22 | 4-10 | 2-12 | 2092:2440 (-348) | 34   | 21 % |                   |

Fonte:basketliga.sk/standings
|  |                            |
|  | Classificados aos playoffs |

## Playoffs

### Confrontos
|  | Quartas de final | Quartas de final | Quartas de final |             |                 | Semifinais  | Semifinais | Semifinais |  |  | Final | Final            | Final |
|  |                  |                  |                  |             |                 |             |            |            |  |  |       |                  |       |
|  |                  |                  |                  |             |                 |             |            |            |  |  |       |                  |       |
|  |                  |                  |                  |             |                 |             |            |            |  |  |       |                  |       |
|  |                  |                  |                  |             |                 |             |            |            |  |  |       |                  |       |
|  |                  | 1                | Patrioti Levicki | 3           |                 |             |            |            |  |  |       |                  |       |
|  |                  |                  |                  | 3           |                 |             |            |            |  |  |       |                  |       |
|  |                  | 5                | Spišskí Rytieri  | 1           |                 |             |            |            |  |  |       |                  |       |
|  | 5                | 5                | Spišskí Rytieri  | 1           | Spišskí Rytieri | 2           |            |            |  |  |       |                  |       |
|  | 5                |                  |                  |             | Spišskí Rytieri | 2           |            |            |  |  |       |                  |       |
|  | 4                | Inter Bratislava | 0                |             |                 |             |            |            |  |  |       |                  |       |
|  |                  |                  |                  |             |                 |             |            |            |  |  | 1     | Patrioti Levicki | 4     |
|  |                  |                  | 3                | BKM Lučenec | 1               |             |            |            |  |  |       |                  |       |
|  | 3                | BKM Lučenec      | 2                |             |                 |             |            |            |  |  |       |                  |       |
|  | 6                | Iskra Svit       | 0                |             |                 |             |            |            |  |  |       |                  |       |
|  | 6                | Iskra Svit       | 0                |             | 3               | BKM Lučenec | 3          |            |  |  |       |                  |       |
|  |                  |                  |                  |             | 3               | BKM Lučenec | 3          |            |  |  |       |                  |       |
|  |                  | 2                | Komárno          | 1           |                 |             |            |            |  |  |       |                  |       |
|  | 2                | 2                | Komárno          | 1           | Komárno         | 2           |            |            |  |  |       |                  |       |
|  | 2                |                  |                  |             | Komárno         | 2           |            |            |  |  |       |                  |       |
|  | 7                | Handlová         | 1                |             |                 |             |            |            |  |  |       |                  |       |

#### Quartas de finais
| Time 1           | Série | Time 2             | 1º Jogo | 2º Jogo  | 3º Jogo |
| ---------------- | ----- | ------------------ | ------- | -------- | ------- |
| Patrioti Levicki |       |                    |         |          |         |
| Spišskí Rytieri  | 2 - 0 | Inter Bratislava   | 86 - 80 | 90 - 52  | -       |
| BC Komárno       | 2 - 1 | MBK Baník Handlová | 92 - 80 | 94 - 116 | 83 - 71 |
| BKM Lučenec      | 2 - 0 | Iskra Svit         | 88 - 61 | 82 - 76  | -       |

#### Semifinal
| Time 1           | Série | Time 2          | 1º Jogo | 2º Jogo | 3º Jogo | 4º Jogo | 5º Jogo |
| ---------------- | ----- | --------------- | ------- | ------- | ------- | ------- | ------- |
| Patrioti Levicki | 3 - 1 | Spišskí Rytieri | 63 - 58 | 69 - 64 | 59 - 68 | 61 - 48 | -       |
| BKM Lučenec      | 3 - 1 | BC Komárno      | 97 - 82 | 92 - 77 | 94 - 96 | 79 - 68 | -       |

#### Final
| Time 1           | Série | Time 2          | 1º Jogo | 2º Jogo | 3º Jogo | 4º Jogo | 5º Jogo | 6º Jogo | 7º Jogo |
| ---------------- | ----- | --------------- | ------- | ------- | ------- | ------- | ------- | ------- | ------- |
| Patrioti Levicki | 4 - 1 | Spišskí Rytieri | 76 - 58 | 71 - 96 | 95 - 59 | 82 - 52 | 85 - 75 |         |         |

## Campeões
| Niké SBL 2021-22 Campeões  |
| -------------------------- |
| Patrioti Levicki 3º Título |

## Clubes eslovacos em competições internacionais
| Clube         | Competição        | Resultado |
| ------------- | ----------------- | --------- |
|               | Liga dos Campeões |           |
| Copa Europeia |                   |           |
|               | Copa Alpe Ádria   |           |